# Bexhill and Battle (circonscription du Parlement britannique)
Circonscription parlementaire de la Chambre des communes
La circonscription de Bexhill and Battle est une circonscription parlementaire britannique. Située dans l'East Sussex, elle correspond en partie au district de Rother et inclut les villes de Bexhill-on-Sea et Battle.
Cette circonscription a été créée en 1983 et elle est représentée à la Chambre des communes du Parlement britannique.

## Members of Parliament
| Élection | Élection | Membre         | Membre      | Parti        |
| -------- | -------- | -------------- | ----------- | ------------ |
|          | 1983     | Charles Wardle |             | Conservateur |
|          | 2001     | Charles Wardle | Indépendant |              |
|          | 2001     | Gregory Barker |             | Conservateur |
|          | 2015     | Huw Merriman   |             | Conservateur |
|          | 2024     | Kieran Mullan  |             | Conservateur |

## Élections

### Élections dans les années 2010
| Parti         | Parti                | Candidat             | Voix   | %    | ±    |
| ------------- | -------------------- | -------------------- | ------ | ---- | ---- |
|               | Conservateur         | Huw Merriman         | 37,590 | 63,6 | +1.6 |
|               | Travailliste         | Christine Bayliss    | 11,531 | 19,5 | -5.2 |
|               | Libéral Démocrate    | Martin Saunders      | 7,280  | 12,3 | +4.8 |
|               | Green                | Jonathan Kent        | 2,692  | 4,6  | +2.1 |
| Majorité      | Majorité             | Majorité             | 26,059 | 44,1 | +6.8 |
| Participation | Participation        | Participation        | 59,093 | 72,1 | -1.0 |
|               | Conservateur retenir | Conservateur retenir | Swing  | +3.4 |      |

| Parti         | Parti                | Candidat             | Voix   | %    | ±     |
| ------------- | -------------------- | -------------------- | ------ | ---- | ----- |
|               | Conservateur         | Huw Merriman         | 36,854 | 62,0 | +7.2  |
|               | Travailliste         | Christine Bayliss    | 14,689 | 24,7 | +10.6 |
|               | Libéral Démocrate    | Joel Kemp            | 4,485  | 7,5  | −0.1  |
|               | UKIP                 | Geoffrey Bastin      | 2,006  | 3,4  | −15.0 |
|               | Green                | Jonathan Kent        | 1,438  | 2,4  | −2.7  |
| Majorité      | Majorité             | Majorité             | 22,165 | 37,3 | +0.9  |
| Participation | Participation        | Participation        | 59,472 | 73,1 | +3.0  |
|               | Conservateur retenir | Conservateur retenir | Swing  | −1.7 |       |

| Parti         | Parti                | Candidat             | Voix   | %    | ±     |
| ------------- | -------------------- | -------------------- | ------ | ---- | ----- |
|               | Conservateur         | Huw Merriman         | 30,245 | 54,8 | +3.2  |
|               | UKIP                 | Geoffrey Bastin      | 10,170 | 18,4 | N/A   |
|               | Travailliste         | Michelle Thew        | 7,797  | 14,1 | +2.1  |
|               | Libéral Démocrate    | Rachel Sadler        | 4,199  | 7,6  | −20.4 |
|               | Green                | Jonathan Kent        | 2,807  | 5,1  | N/A   |
| Majorité      | Majorité             | Majorité             | 20,075 | 36,4 | +12.8 |
| Participation | Participation        | Participation        | 55,218 | 70,1 | +1.1  |
|               | Conservateur retenir | Conservateur retenir | Swing  | N/A  |       |

| Parti         | Parti                | Candidat             | Voix   | %    | ±    |
| ------------- | -------------------- | -------------------- | ------ | ---- | ---- |
|               | Conservateur         | Gregory Barker       | 28,147 | 51,6 | −2.6 |
|               | Libéral Démocrate    | Mary Varrall         | 15,267 | 28,0 | +5.3 |
|               | Travailliste         | James Royston        | 6,524  | 12,0 | −5.9 |
|               | Trust                | Stuart Wheeler       | 2,699  | 4,9  | N/A  |
|               | BNP                  | Neil Jackson         | 1,950  | 3,6  | N/A  |
| Majorité      | Majorité             | Majorité             | 12,880 | 23,6 | −7.9 |
| Participation | Participation        | Participation        | 54,587 | 68,9 | +2.1 |
|               | Conservateur retenir | Conservateur retenir | Swing  | −4.0 |      |

### Élections dans les années 2000
| Parti         | Parti                | Candidat             | Voix   | %    | ±    |
| ------------- | -------------------- | -------------------- | ------ | ---- | ---- |
|               | Conservateur         | Gregory Barker       | 24,629 | 52,6 | +4.5 |
|               | Libéral Démocrate    | Mary Varrall         | 11,180 | 23,9 | −0.8 |
|               | Travailliste         | Michael Jones        | 8,457  | 18,1 | −1.3 |
|               | UKIP                 | Anthony Smith        | 2,568  | 5,5  | -2.3 |
| Majorité      | Majorité             | Majorité             | 13,449 | 28,7 | +5.3 |
| Participation | Participation        | Participation        | 46,834 | 67,2 | +2.3 |
|               | Conservateur retenir | Conservateur retenir | Swing  | +2.7 |      |

| Parti         | Parti                | Candidat             | Voix   | %    | ±    |
| ------------- | -------------------- | -------------------- | ------ | ---- | ---- |
|               | Conservateur         | Gregory Barker       | 21,555 | 48,1 | 0.0  |
|               | Libéral Démocrate    | Stephen Hardy        | 11,052 | 24,7 | −0.8 |
|               | Travailliste         | Anne Moore-Williams  | 8,702  | 19,4 | +1.3 |
|               | UKIP                 | Nigel Farage         | 3,474  | 7,8  | +6.2 |
| Majorité      | Majorité             | Majorité             | 10,503 | 23,4 | +0.8 |
| Participation | Participation        | Participation        | 44,783 | 64,9 | −9.6 |
|               | Conservateur retenir | Conservateur retenir | Swing  | +0.4 |      |

### Élections dans les années 1990
| Parti         | Parti                | Candidat             | Voix   | %    | ±     |
| ------------- | -------------------- | -------------------- | ------ | ---- | ----- |
|               | Conservateur         | Charles Wardle       | 23,570 | 48,1 | −12.2 |
|               | Libéral Démocrate    | Kathryn M. Field     | 12,470 | 25,5 | −3.4  |
|               | Travailliste         | Robert D. Beckwith   | 8,866  | 18,1 | +8.7  |
|               | Référendum           | Vanessa Thompson     | 3,302  | 6,7  | N/A   |
|               | UKIP                 | John Pankhurst       | 786    | 1,6  | N/A   |
| Majorité      | Majorité             | Majorité             | 11,100 | 22,6 | -8.8  |
| Participation | Participation        | Participation        | 48,994 | 74,5 | -4.6  |
|               | Conservateur retenir | Conservateur retenir | Swing  | −4.4 |       |

Cette circonscription a subi des changements de limites entre les élections générales de 1992 et 1997 et donc la variation de la part des voix est basée sur un calcul théorique.
| Parti         | Parti                | Candidat             | Voix   | %    | ±    |
| ------------- | -------------------- | -------------------- | ------ | ---- | ---- |
|               | Conservateur         | Charles Wardle       | 31,380 | 60,3 | −6.2 |
|               | Libéral Démocrate    | Susan M. Prochak     | 15,023 | 28,9 | +3.0 |
|               | Travailliste         | Frank W. Taylor      | 4,883  | 9,4  | +1.7 |
|               | Green                | Jonathan L. Prus     | 594    | 1,1  | N/A  |
|               | Indépendant          | Mary F. Smith        | 190    | 0,4  | N/A  |
| Majorité      | Majorité             | Majorité             | 16,357 | 31,4 | −9.2 |
| Participation | Participation        | Participation        | 52,070 | 79,1 | +1.7 |
|               | Conservateur retenir | Conservateur retenir | Swing  | −4.6 |      |

### Élections dans les années 1980
| Parti         | Parti                | Candidat             | Voix   | %    | ±    |
| ------------- | -------------------- | -------------------- | ------ | ---- | ---- |
|               | Conservateur         | Charles Wardle       | 33,570 | 66,5 | −0.8 |
|               | Social Démocratique  | Robert Kiernan       | 13,051 | 25,8 | +2.3 |
|               | Travailliste         | Derek Watts          | 3,903  | 7,7  | −0.3 |
| Majorité      | Majorité             | Majorité             | 20,519 | 40,7 | -3.1 |
| Participation | Participation        | Participation        | 50,524 | 77,4 | +4.5 |
|               | Conservateur retenir | Conservateur retenir | Swing  | −1.6 |      |

| Parti         | Parti                                  | Candidat       | Voix   | %    | ±   |
| ------------- | -------------------------------------- | -------------- | ------ | ---- | --- |
|               | Conservateur                           | Charles Wardle | 30,329 | 67,3 | N/A |
|               | Liberal                                | Paul Smith     | 10,583 | 23,5 | N/A |
|               | Travailliste                           | Ian Pearson    | 3,587  | 8,0  | N/A |
|               | Ecologie                               | Anne Rix       | 538    | 1,2  | N/A |
| Majorité      | Majorité                               | Majorité       | 19,746 | 43,8 | N/A |
| Participation | Participation                          | Participation  | 45,037 | 72,9 | N/A |
|               | Conservateur vainqueur (nouveau siège) |                |        |      |     |

## Sources
- Résultats élections, 2005 (BBC)
- Résultats élections, 1997 – 2001 (BBC)
- Résultats élections, 1997 – 2001 (Election Demon)
- Résultats élections, 1983 – 1992 (Election Demon) (Result is incorrect for 1992)
- Résultats élections, 1992 – 2005 (Guardian)